# Селець (Підкарпатське воєводство)
Селець (пол. Sielec) — село в Польщі, у гміні Івежиці Ропчицько-Сендзішовського повіту Підкарпатського воєводства.
Населення — 690 осіб (2011).
У 1975-1998 роках село належало до Ряшівського воєводства.

## Демографія
Демографічна структура станом на 31 березня 2011 року:
|          | Загалом | Допрацездатний вік | Працездатний вік | Постпрацездатний вік |
| -------- | ------- | ------------------ | ---------------- | -------------------- |
| Чоловіки | 343     | 85                 | 226              | 32                   |
| Жінки    | 347     | 77                 | 197              | 73                   |
| Разом    | 690     | 162                | 423              | 105                  |